# Joan Vinyals
Joan Vinyals Giménez-Coral (Barcelona, 18 de junio de 1958-4 de enero de 2022) fue un músico y guitarrista, compositor y productor musical español.

## Trayectoria artística
Vinyals se inicia tocando la guitarra de manera autodidacta a los siete años. Su música bebe e estilos tan diversos como el rock, el blues, el jazz o el funky. Estudió solfeo y piano en el Conservatorio de Música de Barcelona y, después, va recibió clases de músicos como Sean Levitt, Richie Beirach, Dave Liebman o John Abercrombie. Se licenció en la Escuela Superior de Música de Cataluña (ESMUC) con un grado superior de jazz. También fue profesor de guitarra durante más de veinte años en el Taller de Músics de Barcelona. Escribió la banda sonora de películas como Primera jugada y Pirata, de programas de televisión y participó en obras de teatro, como Hair.
Como autor tiene tres discos en solitario: Vil·la Blauet (2004), Res no és igual (2017) y Estol de blaus (2022), como guitarrista trabajó con diversas formaciones y músicos tan diferentes como The Driffters, Louisiana Red, Yoko Ono, Los Rebeldes, Companyia Elèctrica Dharma, Pau Riba, Gato Pérez, Laura Simó, Carme Canela, Alex Warner, Víctor Bocanegra, Gerard Quintana, Freddy Fingers Lee, Big Mama, Névoa o Dani Nel·lo. En los últimos tiempos era el líder de su propia banda: Joan Vinyals & 2Moons, y fue guitarrista del grupo de Juan Perro (Santiago Auserón) durante doce años, actuando junto a él en escenarios españoles, americanos y europeos.(Juan Perro).
Uno dels sus últimos actos públicos fue el 21 de octubre de 2021, participando en la presentación de la canción y el videoclip Som natura!, en defensa del Parque agrario del Bajo Llobregat y en contra de la ampliación del Aeropuerto de Barcelona-El Prat. Joan Vinyals fue el encargado de la dirección musical del tema, en el que pusieron voz desde Lluís Llach y Gerard Quintana a Suu, Pep Sala, Natxo Tarrés, Lídia Pujol, Sicus Carbonell, Sílvia Comes, Jofre Bardagí, Joan Fortuny y Lluís Fortuny, Carme Canela, Sara Pi, Marc Martínez o Montse Castellà. 
Vinyals, fue uno de los fundadores –y miembro de honor– de la Academia Catalana de la Música falleció el 4 de enero de 2022 a causa del COVID-19.

## Discografía

### Discografía en solitario
- Vivo de noche, con Fuego! (Welcome Records, 1990)
- Let's Play the Blues, con Fuego! (AZ Records, 1994)
- Box Office, con Box Office (autoeditat, 1998)
- Guitarras mestizas –colectivo– (Arcade, 1999)
- Guitarras mestizas 2  –colectivo– (Arcade, 2000)
- Delta 2000  –colectivo– (Arcade, 2000)
- Open Arms, con Cece Giannotti (Amphora Records, 2002)
- Vil·la Blauet (Amphora Records, 2004)
- Res no és igual (La Huella Sonora, 2017)
- Estol de blaus (La Huella Sonora, 2022)

### Discografía seleccionada como músico de estudio
- Gato Pérez - Gato x Gato (Picap, 1986)
- Pau Riba & Ensemble Taller de Músics - De Riba a Riba (Taller de Músics, 1993)
- Companyia Elèctrica Dharma - 20 anys (Picap, 1994)
- Ia & Batiste - Esfera malheur (Picap, 1995)
- Laura Simó - De cine. My Favourite Things (Picap, 1998)
- Alex Warner - Time For Life (Warner Tales Music, 2000)
- Laura Simó & Ensemble de Bellaterra - Senza fine (Satchmo Jazz Records, 2002)
- Alex Warner - Uncut Diamond (Amphora Records /Acoustic Music Records, 2003)
- Víctor Bocanegra - Bloc de lírica dura (Agharta Music, 2005)
- Alex Warner - Green to Blue (Amphora Records, 2007)
- Juan Perro - Río Negro (La Huella Sonora, 2011)
- Juan Perro - Juan Perro & la Zarabanda (La Huella Sonora, 2013)
- Pablo & The Appleheads - Stars and Dots (autoeditat, 2015)
- Pere Foved Quartet - Flowing Rhythm (Fresh Sound New Talent, 2019)
- Marcos Riccetti - Tango particular (autoeditat, 2020)
- Juan Perro - Cantos de ultramar (La Huella Sonora, 2020)
- Juan Perro - Libertad (La Huella Sonora, 2022)